# Restrepia lansbergii
Restrepia lansbergii är en orkidéart som beskrevs av Heinrich Gustav Reichenbach och H.Wagener. Restrepia lansbergii ingår i släktet Restrepia och familjen orkidéer. Inga underarter finns listade i Catalogue of Life.

## Bildgalleri

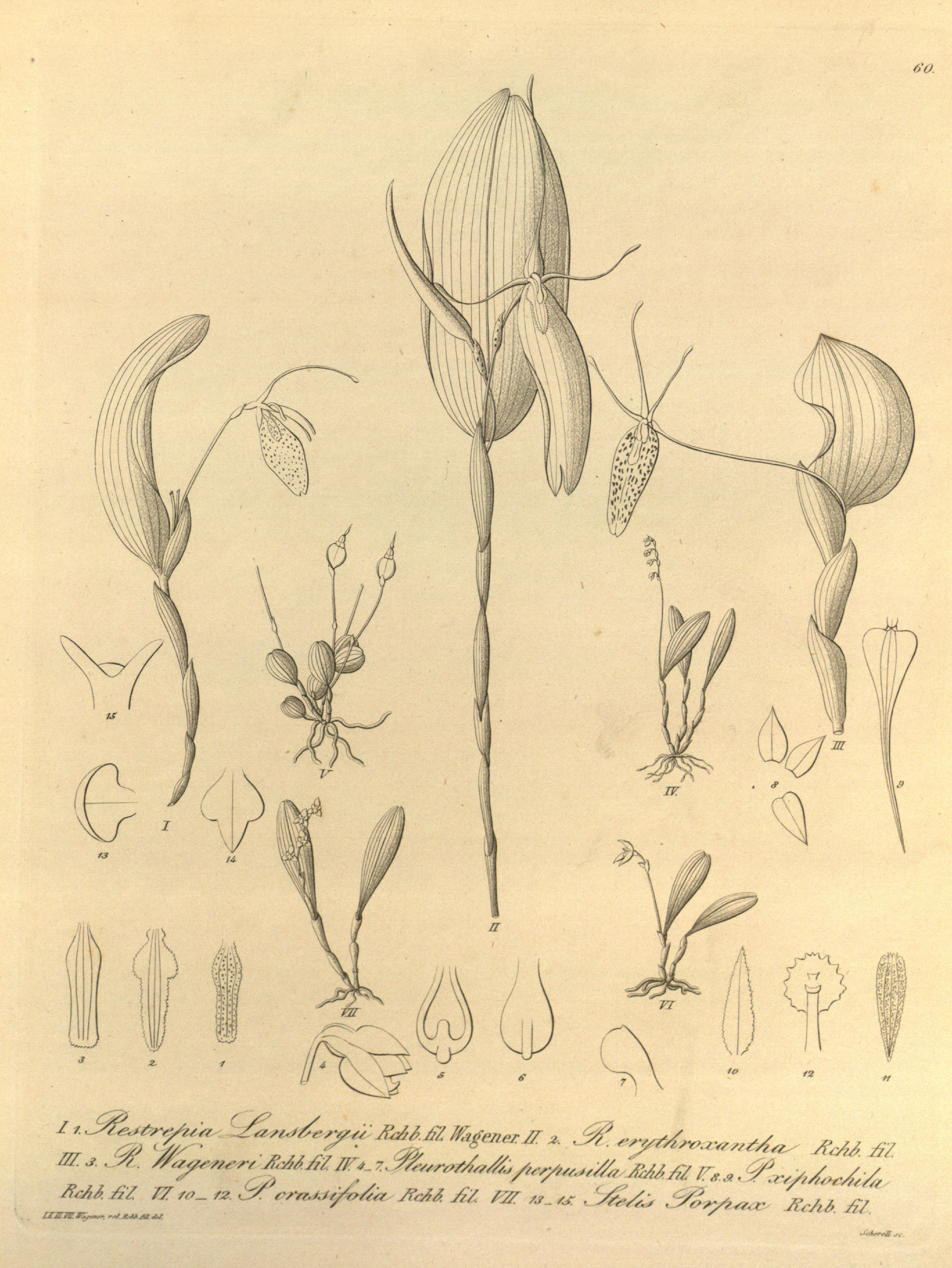